# Onogoro
Según la mitología japonesa, Onokoro (オノゴロ島?) u Onogoro es una isla mítica considerada como la primera en ser creada por los dios Izanagi e Izanami, conforme a la narración del Kojiki. 

## Creación mítica
De acuerdo a la narración sintoísta del Kojiki, a la pareja divina Izanagi e Izanami se les encomendó la creación de las primeras islas, para lo cual, posándose desde el Puente Flotante del Cielo (ama-no-uki-hashi) agitaron el mar con la alabarda celestial (ame-no-nuboko). En un extremo de la alabarda se condensó una gota de agua salada, la cual creció y se condensó hasta convertirse en una isla, esta fue Onogoro, de ahí que su nombre signifique "que se condensa sola", "que cuaja sola"  o "que se congela sola". Los dioses descendieron a esta isla y colocaron un pilar sagrado marcando el centro de la creación. En la isla, la Izanagi e Izanami concibieron las restantes islas del archipiélago del Japón y otras deidades, hasta la muerte de Izanami al dar a luz al dios del fuego.

## Ubicación
El sintoísmo identifica a una roca ubicada al noroeste de la Isla Awaji como la isla primigenia de Onogoro.